# Patinoire Végapolis
La patinoire Végapolis est la patinoire ludique de Montpellier, ouverte en décembre 2000 dans le quartier à vocation ludique et commerciale d'Odysseum.

## Description
Elle comprend deux pistes :
- une piste olympique de 1 800 m² de glace (60 × 30 m) avec ses rangées de gradins déclinables en deux versions 1200 et 2400 places selon l'importance des évènements,
- et la piste ludique de 1 300 m² de glace, composés de dénivelés, d'un tunnel lumineux et d'espaces à thèmes. Utilisation des Jeux Olympiques.

Elle accueille le club de patinage artistique de Montpellier, le Montpellier Agglomération patinage et celui de hockey sur glace, le Montpellier Agglomération Hockey Club.
Elle a remplacé la précédente patinoire de la ville et de ces clubs qui se trouvait dans le quartier de Vert-Bois, au nord de la ville, devant l'entrée du zoo de Lunaret.